# Ilja Marszak
Michaił Iljin, właściwie Ilja Jakowlewicz Marszak (ur. 29 grudnia 1895?/10 stycznia 1896, zm. 15 grudnia 1953) – radziecki pisarz i popularyzator techniki, pochodzenia żydowskiego, brat Samuela Marszaka i ojciec Borisa Marszaka.
W Polsce znany z książek przeznaczonych dla młodzieży popularyzujących technikę:
- Słońce na Stole (oryginał w 1927, pierwsze wydanie polskie w latach 30.)
- Która Godzina? (oryginał w 1927 r.)
- Czarno na Białym (oryginał w 1928 r.)
- Sto tysięcy dlaczego (oryginał w 1929 r.)

Książki te doczekały się wydań polskich po wojnie, nakładem wydawnictwa „Czytelnik”.